# تزلج على اللوح

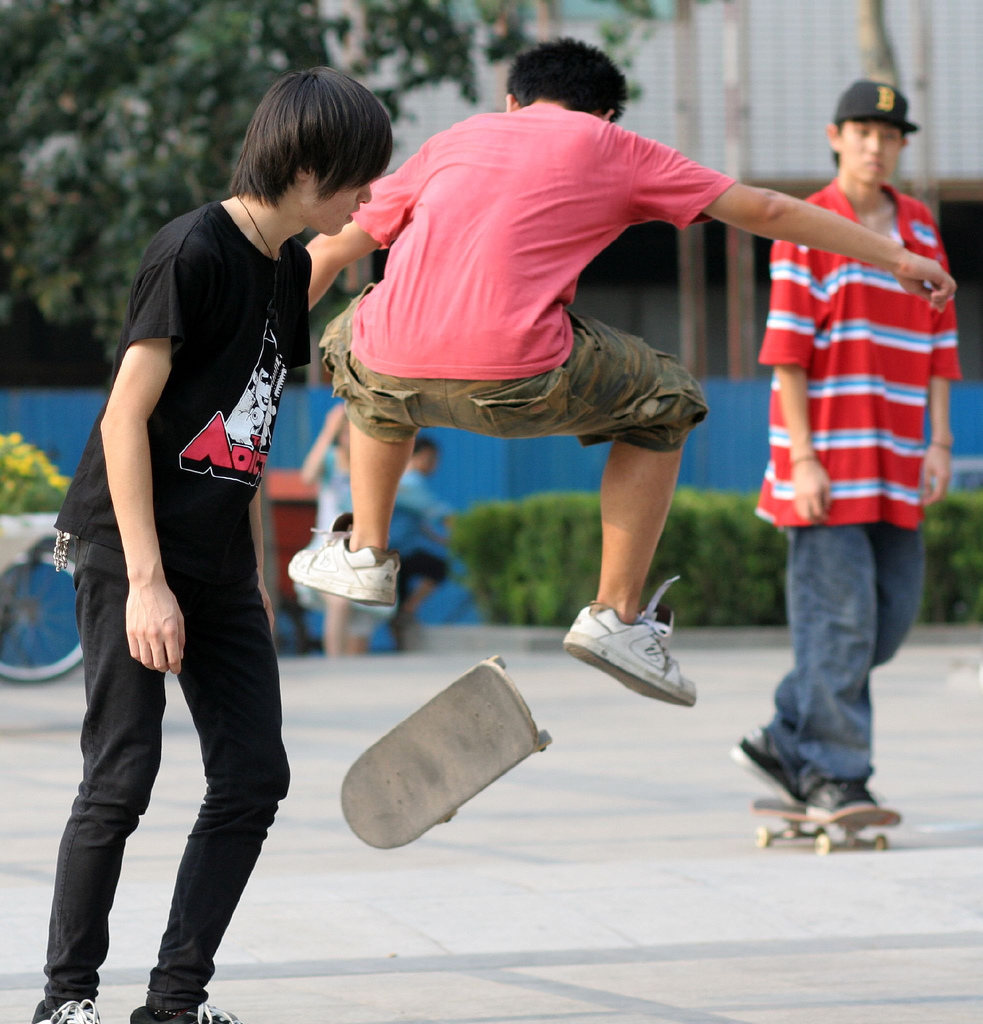
مجموعة من المتزلجين في بكين، الصين

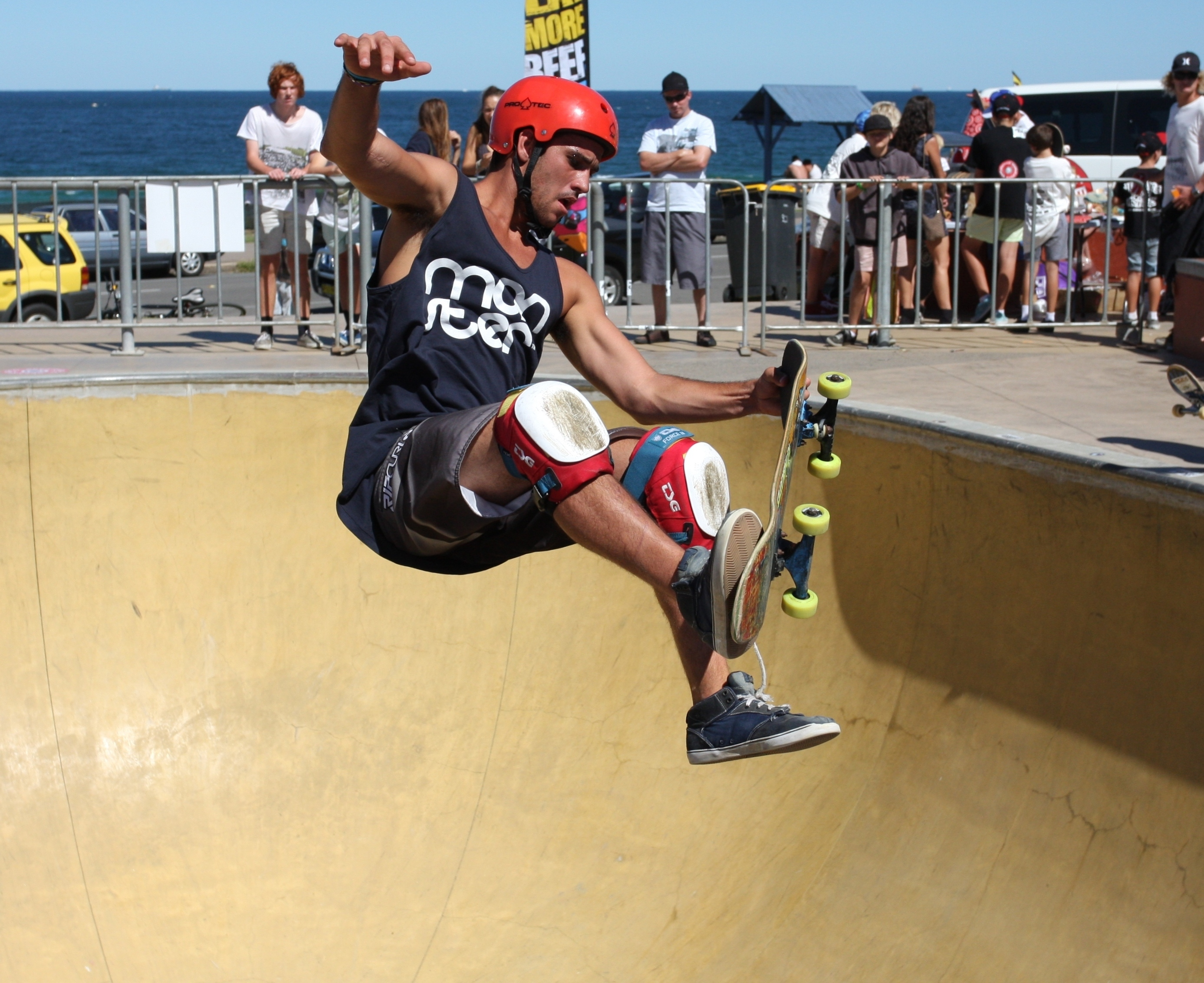
متزلج Ryan في منتصف أدائه للخدعة

التزلج على اللوح هو رياضة عنيفة يشتمل على الركوب وأداء الحيل باستخدام لوح تزلج. ويعد التزلج أيضًا نشاطًا ترفيهيًا أو شكلاً من أشكال الفن أو وظيفة أو وسيلة تنقل. وقد تكونت رياضة التزلج على اللوح وتأثرت بواسطة العديد من المتزلجين على مر السنين. وأفاد تقرير 2002 أن هناك 18.5 مليون متزلج في العالم. وبعد استطلاع رأي وجدنا أن 85% من المتزلجين الذين استخدموا لوح تزلج في العام الماضي تحت سن 18، كان 74% منهم ذكور.
إن رياضة التزلج على اللوح من الرياضات الحديثة نسبيًا. منذ سبعينيات القرن الماضي، تم بناء متنزهات تزلج خصيصًا ليتزلج فيها المتزلجون وراكبو الدراجات وممارسو رياضة التزلج المدرج.

## معلومات تاريخية

### من أربعينيات القرن الماضي حتى ستينيات القرن ذاته

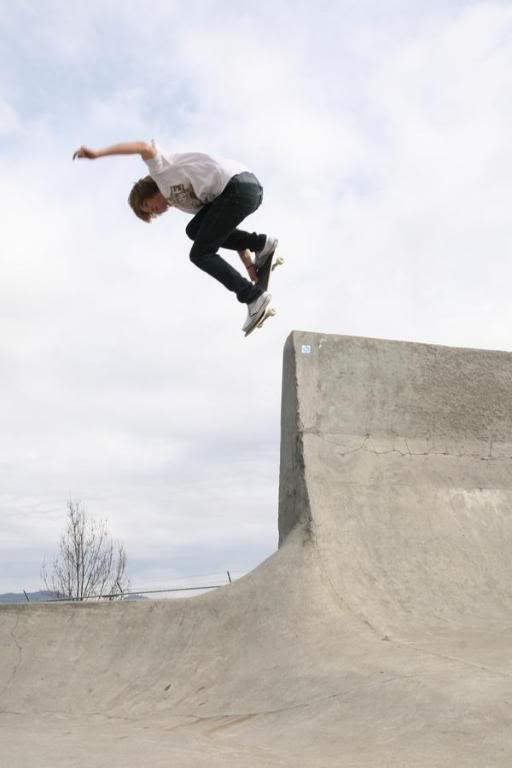
متزلج في غرانتس باس، أوريغون

قد يرجع ظهور التزلج على اللوح إلى أواخر أربعينيات القرن الماضي أو أوائل خمسينيات القرن ذاته عندما أراد راكبو الأمواج في كاليفورنيا شيئًا يطفو على الأمواج عندما تتسطح. ومن غير المعروف من هو صاحب أول لوح تزلج، وعلى ما يبدو أن هناك العديد من الأشخاص جاءوا بأفكار مماثلة في الوقت ذاته تقريبًا. وبدأ المتزلجون الأوائل باستخدام صناديق خشبية أو لوح مزود بعجلات دوارة تعلق في الجزء الأسفل للوح. وتحولت الصناديق إلى ألواح، وفي النهاية أنتجت الشركات ألواحًا من طبقات خشبية مضغوطة - على غرار ألواح التزلج المعروفة هذه الأيام. وأثناء هذه الفترة، كان التزلج يمثل شيئًا من الترفيه إضافة إلى ركوب الأمواج، وغالبًا ما يسمى «ركوب الرصيف».

### سبعينيات القرن الماضي
في أوائل سبعينيات القرن الماضي، بدأ فرانك ناسورثي (Frank Nasworthy) في تطوير عجلة التزلج وصناعتها من بولي يوريثان، وسمى شركته كاديلاك ويلز (Cadillac Wheels). وقبل ظهور هذه المواد الجديدة، كانت عجلات لوح التزلج معدنية أو عجلات من «الصلصال». وكان التحسن في الاجتذاب والأداء هائلاً، ومنذ إطلاق العجلة عام 1972 بدأ ارتفاع شعبية التزلج مرة أخرى بسرعة، مما تسبب في استثمار الشركات لمزيد من تطوير المنتجات.
نتيجة لحركة تزلج «فيرت»، فقد تناقشت إدارة متنزهات التزلج في التكاليف العالية التي قد تؤدي لإغلاق العديد من المتنزهات. وردًا على ذلك، بدأ المتزلجون في صناعة المنحدرات بأنفسهم، بينما واصل ممارسو التزلج الحر في تطوير أسلوبهم على الأرض المسطحة. ولكن مع بداية ثمانينيات القرن الماضي، انخفضت شعبية التزلج مرة أخرى.

### ثمانينيات القرن الماضي

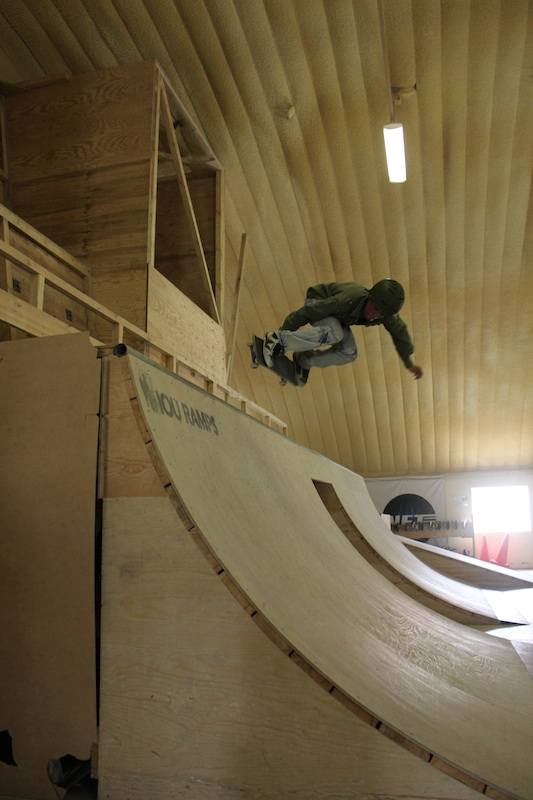
متزلج في سكاتيستان في كابل، أفغانستان

هذه الفترة كانت مليئة بشركات لوح التزلج التي يستخدمها المتزلجون. وكان التركيز في البداية على منحدر التزلج. وقد أدى اختراع التزلج الهوائي بدون أيدي (عُرف فيما بعد باسم أولي (ollie)) بواسطة آلان غيلفاند (Alan Gelfand) في 1976، ومعظم التطور المتوازي للتزلج الهوائي بواسطة جورج أورتون (George Orton) وتوني ألفا (Tony Alva) في كاليفورنيا، إلى إتاحة الفرصة للمتزلجين كي يتمكنوا من أداء التزلج الهوائي على المنحدرات الرأسية. بينما تمت إثارة هذه الموجة من التزلج عن طريق منحدرات التزلج التجارية، ومعظم الأشخاص الذين يمارسون التزلج أثناء هذه الفترة لم يركبوا منحدرات فيرت. ونظرًا لأن معظم الناس لا يستطيعون تحمل نفقات بناء منحدرات فيرت، أو لا يمكنهم الوصول إلى منحدرات قريبة، فقد زادت شعبية تزلج الشارع.

### تسعينيات القرن الماضي
كان شكل التزلج المسيطر على الجيل الحالي هو تزلج الشارع وكان عرض معظم ألواح التزلج يتراوح من 7.5 إلى 8 بوصات (180 إلى 200 ملم) تقريبًا وطولها يتراوح من 30 إلى 32 بوصة (من 760 إلى 810 ملم) تقريبًا. والعجلات مصنوعة من بولي يوريثان الصلب جدًا، تصل صلابته إلى (دوروميتير) 99أ تقريبًا. وكانت أحجام العجلة صغيرة نسبيًا حتى تكون لوحات التزلج أخف، ويكون التغلب على القصور الذاتي للعجلة أسرع، مما يسهل الإبداع في التزلج والتحكم الجيد في اللوحة. ولقد تغيرت أنماط اللوحة بدرجة كبيرة منذ سبعينيات القرن الماضي ولكنها ظلت مماثلة حتى منتصف تسعينيات القرن الماضي. أما الشكل المعاصر للوحة التزلج، فهو مشتق من اللوحات الحرة التي كانت سائدة في ثمانينيات القرن الماضي بشكل مماثل إلى حد كبير وعرض ضيق نسبيًا. وقد أصبح هذا الشكل معيارًا بحلول منتصف التسعينيات.
وكان أول يوم للتزلج في عام 2004 عن طريق مجموعة من شركات لوح التزلج للترويج لمنتجاتهم ومساعدة انتشار التزلج على مستوى العالم. ويتم الاحتفال بهذا اليوم كل عام في 21 يونيو.

## وصلات خارجية
- التزلج على اللوح على موقع EncyclopediaOfSurfing.com (الإنجليزية)

- Skateboarding links على مشروع الدليل المفتوح
- Skateboard Kings, a 1978 documentary on skateboarding